# Ferdinand Kattenbusch

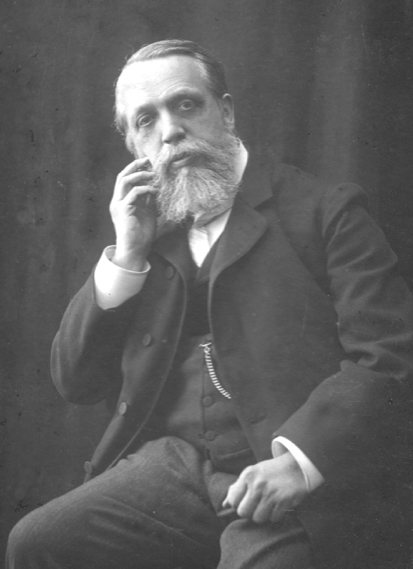
Ferdinand Kattenbusch.

Ferdinand Friedrich Wilhelm Kattenbusch, född den 3 oktober 1851 i Rhenprovinsen, Kungariket Preussen, död den 28 december 1935 i Halle, var en tysk protestantisk teolog.
Kattenbusch blev 1878 ordinarie professor i systematisk teologi i Giessen, varifrån han 1904 flyttade till Göttingen och 1907 till Halle som professor i dogmatik. Han tog 1921 avsked från sin professur. Bland hans arbeten märks Luthers Lehre vom unfreien Willen und von der Prädestination (1875; 2:a upplagan 1905), Luthers Stellung zu den ökumenischen Symbolen (1883), Über religiösen Glauben im Sinne des Christentums (1887), Von Schleiermacher zu Ritschl (1892; 3:e upplagan 1903), Lehrbuch der vergleichenden Konfessionskunde, I (1892), Beiträge zur Geschichte des altkirchlichen Taufsymbols (samma år), Das apostolische Symbol (2 band, 1894–1900), Das sittliche Recht des Kriegs (1906), Ehren und Ehre (1909), Die Kirchen und Sekten des Christentums in der Gegenwart (1909), Der Quellort der Kirchenidee (i "Festgabe" till Adolf von Harnack, 1921) och Die Vorzugsstellung des Petrus (i "Festgabe" till Karl Müller, 1922).